# Chromonephthea bundegiensis
Chromonephthea bundegiensis är en korallart som först beskrevs av Verseveldt 1977.  Chromonephthea bundegiensis ingår i släktet Chromonephthea och familjen Nephtheidae. Inga underarter finns listade i Catalogue of Life.